# 悉尼酮
悉尼酮是一類含有第5位置有酮基的1,2,3-噁二唑的介离子杂环化合物。
 跟其他介離子化合物一樣，它們具有雙極性。它們擁有正電荷和負電荷，在環上離域。根據近期的電腦計算，悉尼酮和其他類似的介離子化合物不具有芳香性，「卻通過電子和電荷離域在兩個不同的區域裡有良好的穩定性」。悉尼酮的名稱來自悉尼。 
悉尼酮的酮基（=O）被亚胺基（=NH）取代，形成悉尼酮亚胺。它們出現於興奮劑feprosidnine和美索卡的子結構裡。 

## 發現
悉尼酮首次由Earl和Mackney於1935年製備，通過用乙酸酐將N-亞硝基-N-苯甘胺酸脫水環化製造。後期工作表明這個方法通常可以應用於N-取代的氨基酸的亚硝胺。

## 外部鏈接
- IUPAC Goldbook entry[]
- Dictionary of Organic Compounds （页面存档备份，存于）